# Trovo (Italia)
Trovo es una localidad y comune italiana de la provincia de Pavía, región de Lombardía, con 948 habitantes.

## Evolución demográfica
| Gráfica de evolución demográfica de Trovo entre 1861 y 2001 |
|                                                             |
| Fuente ISTAT - elaboración gráfica de Wikipedia             |